# 줄무늬텐렉속
줄무늬텐렉속(Hemicentetes)은 텐렉과의 포유류 속으로 2종으로 이루어져 있다. 마다가스카르섬에서 발견된다.

## 하위 종
- 고지대줄무늬텐렉(Hemicentetes nigriceps)
- 저지대줄무늬텐렉(Hemicentetes semispinosus)